# Loxaspilates seriopuncta
Loxaspilates seriopuncta är en fjärilsart som beskrevs av George Francis Hampson 1902. Loxaspilates seriopuncta ingår i släktet Loxaspilates och familjen mätare. Inga underarter finns listade i Catalogue of Life.